# Слејтер (Ајова)
Слејтер (енгл. Slater) град је у америчкој савезној држави Ајова. По попису становништва из 2010. у њему је живело 1.489 становника.

## Демографија
Према попису становништва из 2010. у граду је живело 1.489 становника, што је 183 (14,0%) становника више него 2000. године.
| Група             | 2000.         | 2010.         |
| Белци             | 1.299 (99,5%) | 1.459 (98,0%) |
| Афроамериканци    | 4 (0,3%)      | 5 (0,3%)      |
| Азијати           | 2 (0,2%)      | 0 (0,0%)      |
| Хиспаноамериканци | 0 (0,0%)      | 20 (1,3%)     |
| Укупно            | 1.306         | 1.489         |